# Olmeta-di-Tuda
Olmeta-di-Tuda település Franciaországban, Haute-Corse megyében. Lakosainak száma 563 fő (2022. január 1.). Olmeta-di-Tuda Oletta, Rutali, Biguglia, Rapale és Vallecalle községekkel határos.

## Népesség
A település népességének változása:
| Lakosok száma | 204  | 221  | 247  | 324  | 419  | 435  | 488  | 533  | 538  | 563  |
|               | 1968 | 1982 | 1990 | 2006 | 2013 | 2015 | 2017 | 2019 | 2020 | 2022 |